# حلقه مختصاتی همگن
در هندسه جبری، حلقه مختصاتی همگن {\displaystyle R}  از یک واریته جبری {\displaystyle V}، به صورت زیرواریته ای از یک فضای تصویری از بعد داده شده {\displaystyle N}، طبق تعریف حلقه مختصاتی زیر است:
{\displaystyle R=K[X_{0},X_{1},...,X_{N}]/I}
که در آن {\displaystyle I} ایده‌آل همگنی است که {\displaystyle V} را تعریف کرده و {\displaystyle K} میدان بسته جبری است که {\displaystyle V} بر روی آن تعریف شده و:
{\displaystyle K[X_{0},X_{1},...,X_{N}]}
حلقه چند جمله ای در {\displaystyle N+1} متغیر {\displaystyle X_{i}} می باشد. لذا حلقه چند جمله ای، حلقه مختصاتی از فضای تصویری به خودش است و متغیرها نیز برای پایه انتخاب شده دلخواه (در فضای برداری زیر فضای تصویری)، نقش مختصات همگن را بازی می کنند. انتخاب یک پایه به این معناست که این تعریف ذاتی نبوده، بلکه می توان آن را با استفاده از جبر متقارن تبدیل به تعریفی ذاتی نمود.